# Гора Амундсена
Гора А́мундсена (англ. Mount Amundsen) — нунатак у Східній Антарктиді, в західній частині Землі Вілкса, біля східного борта вивідного льодовика Денмана під 67°14' південної широти та 100°45' східної довготи. Висота 1445 м. Складена протерозойськими породами. Льодовикова штриховка на вершині свідчить про велику потужність льодовикового щита Антарктиди в минулому. Відкрита в грудні 1912 австралійською антарктичної експедицією. Назву горі дав керівник цієї експедиції Дуглас Моусон на честь норвезького полярного дослідника Роальда Амундсена.